# Laura Flippes
Laura Esther Ghislaine Flippes (ur. 13 grudnia 1994 r. w Strasburgu) – francuska piłkarka ręczna, reprezentantka kraju, zawodniczka Metz Handball, występująca na pozycji prawoskrzydłowej.
W 2016 roku na mistrzostwach Europy w Szwecji zdobyła brązowy medal, wygrywając w meczu o trzecie miejsce reprezentację Danii. Rok później zdobyła tytuł mistrzyni świata podczas mistrzostw świata w Niemczech. W 2018 roku na mistrzostwach Europy we Francji zdobyła złoty medal, wygrywając z reprezentacją Rosji.

## Sukcesy reprezentacyjne
- Mistrzostwa świata:
  -  2017
- Mistrzostwa Europy:
  -  2018
  -  2016

## Sukcesy klubowe
- Puchar EHF:
  -  2012-2013 (Metz Handball)
- Mistrzostwa Francji:
  -  2013–2014, 2015–2016, 2016–2017, 2017–2018 (Metz Handball)
  -  2014–2015 (Metz Handball)
- Puchar Francji:
  -  2014–2015, 2016–2017 (Metz Handball)

## Odznaczenia
- Chevalier Orderu Legii Honorowej – 2021[3]